# Great Willy’s Sike
Der Great Willy’s Sike ist ein Wasserlauf in Northumberland in England. Er entsteht südlich des Pikerigg Currick und fließt in östlicher Richtung. Er bildet mit dem Hope Cleugh und Quonister Cleugh den Carr’s Burn.